# Liste des longs métrages britanniques proposés à l'Oscar du meilleur film international
Cet article présente la liste des longs métrages britanniques proposés à l'Oscar du meilleur film en langue étrangère (non-anglais).

## Films proposés par le Royaume-Uni
| Année (cérémonie) | Titre français                      | Titre original                                                         | Langue(s)                                             | Réalisateur         | Résultat       |
| ----------------- | ----------------------------------- | ---------------------------------------------------------------------- | ----------------------------------------------------- | ------------------- | -------------- |
| 1991 (64e)        | Perdu en Sibérie                    | Затерянный в Сибири                                                    | russe, anglais                                        | Alexandre Mitta     | Non nommé      |
| 1993 (66e)        | Hedd Wyn                            | Hedd Wyn                                                               | gallois                                               | Paul Turner         | Nomination     |
| 1995 (68e)        | Branwen (cy)                        | Branwen (cy)                                                           | gallois, irlandais, anglais                           | Ceri Sherlock       | Non nommé      |
| 1998 (71e)        | Cameleon (cy)                       | Cameleon (cy)                                                          | gallois                                               | Ceri Sherlock       | Non nommé      |
| 1999 (72e)        | Solomon and Gaenor                  | Solomon a Gaenor                                                       | gallois, anglais                                      | Paul Morrison       | Nomination     |
| 2001 (74e)        | Oed Yr Addewid (cy)                 | Oed Yr Addewid (cy)                                                    | gallois, anglais                                      | Emlyn Williams      | Non nommé      |
| 2002 (75e)        | Eldra (cy)                          | Eldra (cy)                                                             | gallois, anglais                                      | Tim Lyn (en)        | Non nommé      |
| 2008 (81e)        | Hope Eternal                        | Hope Eternal                                                           | bemba, anglais, gallois, français, afrikaans, swahili | Karl Francis (en)   | Non nommé      |
| 2009 (82e)        | Afghan Star (en)                    | Afghan Star (en)                                                       | dari, pachto, anglais                                 | Havana Marking (en) | Non nommé      |
| 2011 (84e)        | Patagonia,                          | Patagonia,                                                             | gallois, espagnol                                     | Marc Evans          | Non nommé      |
| 2013 (86e)        | Metro Manila                        | Metro Manila                                                           | philippin                                             | Sean Ellis          | Non nommé      |
| 2014 (87e)        | Uzun Yol (pt)                       | Uzun Yol (pt)                                                          | turc                                                  | Nihat Seven         | Non nommé      |
| 2015 (88e)        | Under Milk Wood                     | Dan y Wenallt                                                          | gallois                                               | Kevin Allen         | Non nommé      |
| 2016 (89e)        | Under the Shadow                    | زیر سایه                                                               | persan                                                | Babak Anvari        | Non nommé      |
| 2017 (90e)        | My Pure Land (ur)                   | مائے پیور لینڈ                                                         | ourdou                                                | Sarmad Masud (en)   | Non nommé      |
| 2018 (91e)        | I Am Not a Witch                    | I Am Not a Witch                                                       | anglais, bemba                                        | Rungano Nyoni       | Non nommé      |
| 2019 (92e)        | Le Garçon qui dompta le vent        | (ny) Mnyamata Amene Anakoka Mphepo (en) The Boy Who Harnessed the Wind | anglais, nyanja                                       | Chiwetel Ejiofor    | Non nommé      |
| 2021 (94e)        | Turquie, le divorce ou la mort (en) | Dying to Divorce                                                       | turc, anglais                                         | Chloe Fairweather   | Non nommé      |
| 2022 (95e)        | Barandeha (fa)                      | برنده‌ها                                                                | persan                                                | Hassan Nazer        | Non nommé      |
| 2023 (96e)        | La Zone d'intérêt                   | (pl) Strefa interesów (en) The Zone of Interest                        | allemand                                              | Jonathan Glazer     | Présélectionné |